# Дороданго
Дороданго (泥だんご, букв. „кално топче“) е японско изкуство, при което земя и вода се комбинират и внимателно се оформят, след което се полират, за да се създаде деликатна блестяща сфера.

## Етимология
Фразата dorodango (泥だんご) произлиза от японските думи doro (泥, букв. „кал“) и dango (だんご, тип кръгло топче, създадено от пресовано оризово брашно).

## Техника
Изработването на дороданго е традиционно занимание за деца в училищна възраст.
По-скоро процесът е усъвършенстван в изкуството на хикару („блестящо“) дороданго, което има гланцирана повърхност. Могат да се използват различни техники. Независимо от метода, сърцевината на топчето се състои от кал, която е внимателно оформена на ръка, за да бъде възможно най-кръгла. Тази сърцевина се оставя да изсъхне, след което методично и внимателно се посипва с фино пресята почва, за да се създаде кора с няколко милиметра дебелина около сърцевината. Тази стъпка може да се повтори няколко пъти, като се използват все по-фини частици пръст, за да се създаде гладка и блестяща повърхност. За полиране може да се използва мека кърпа. Готовото дороданго може да изглежда като полиран камък, но остава много крехко. Процесът изисква няколко часа и внимателен фокус, за да не се счупи топчето.

## В популярната култура
В романа The Inheritance Cycle от Кристофър Паолини главният герой Ерагон става свидетел на това как Орик, кралят на джуджетата, извършва традиция на изработване на ероткнурл. Процесът на изработване на ероткнурл е силно подобен на процеса на изработване на дороданго.
В епизод 113 на MythBusters по Discovery Channel (End with a Bang), излъчен за първи път на 12 ноември 2008 г., водещите Адам Савидж и Джейми Хайнеман използват техниката дороданго, за да създадат сфери от изпражнения с цел да проверят мита, че не можеш да „полиран изпражнения“. Те измерват степента на гланц на сферите с glossmeter и установяват стойности, значително по-високи от 70 gloss units, което се счита за „висок гланц“. Дородангото на Савидж, направено от екскременти на щраус, достигнало 106 единици гланц, докато това на Хайнеман, направено от лъвски екскременти, достигнало 183 единици гланц. Те обявили мита за „развенчан“.